# Death Valley Junction
Death Valley Junction es un área no incorporada ubicada en el condado de Inyo en el estado estadounidense de California.

## Geografía
Death Valley Junction se encuentra ubicada en las coordenadas 36°18′8″N 116°24′49″O / 36.30222, -116.41361.

## En la cultura
La compositora norteamericana Missy Mazzoli escribió un cuarteto de cuerdas titulado "Death Valley Junction" (2010) a través del cual describe al desolado pueblo.